# Rezerwat przyrody Þjórsárver
Rezerwat przyrody Þjórsárver (isl. Friðland í Þjórsárverum) – obszar chroniony (rezerwat przyrody) o powierzchni ok. 1560 km² znajdujący się w środkowej Islandii, obejmujący lodowiec Hofsjökull oraz leżące na południe od niego podmokłe tereny w górnym biegu rzeki Þjórsá.
Fragment rezerwatu zajmujący powierzchnię 375 km² został w 1990 roku uznany za obszar wodno-błotny o znaczeniu międzynarodowym chroniony w ramach konwencji ramsarskiej, natomiast od 2015 roku stanowi również ostoję ptaków IBA organizacji BirdLife International.

## Charakterystyka
Rezerwat znajduje się na obszarze islandzkich wyżyn i obejmuje turzycowiska, rzadkie torfowiska palsa oraz przypominające tundrę tereny porośnięte głównie przez mchy i porosty, między którymi rozciągają się rozległe pustkowia pokryte piaskami wulkanicznymi i żwirami polodowcowymi. Obszar przecinają liczne ozy, między którymi płyną rzeki i strumienie lodowcowe, występują tu również niewielkie stawy i jeziora. Granice rezerwatu obejmują też lodowiec Hofsjökull.
Obszary podmokłe zajmują głównie tereny położone na południe od lodowca i na zachód od górnego biegu rzeki Þjórsá i wznoszą się na wysokość ok. 600 m n.p.m. Þjórsárver jest jednym z największych w kraju terenów pokrytych wieczną zmarzliną. Po raz pierwszy został objęty ochroną w 1981 roku, a następnie w latach 1987 i 2017.
Do głównych zagrożeń dla występujących tu ekosystemów zalicza się nadmierną erozję wodną i eoliczną, wzrastający w wyniku budowy nowych dróg ruch samochodowy oraz wciąż niezrealizowane plany utworzenia nowej elektrowni wodnej i zbiornika zaporowego w południowej części rezerwatu. Na niewielką skalę prowadzony jest tradycyjny wypas owiec.

## Flora i fauna

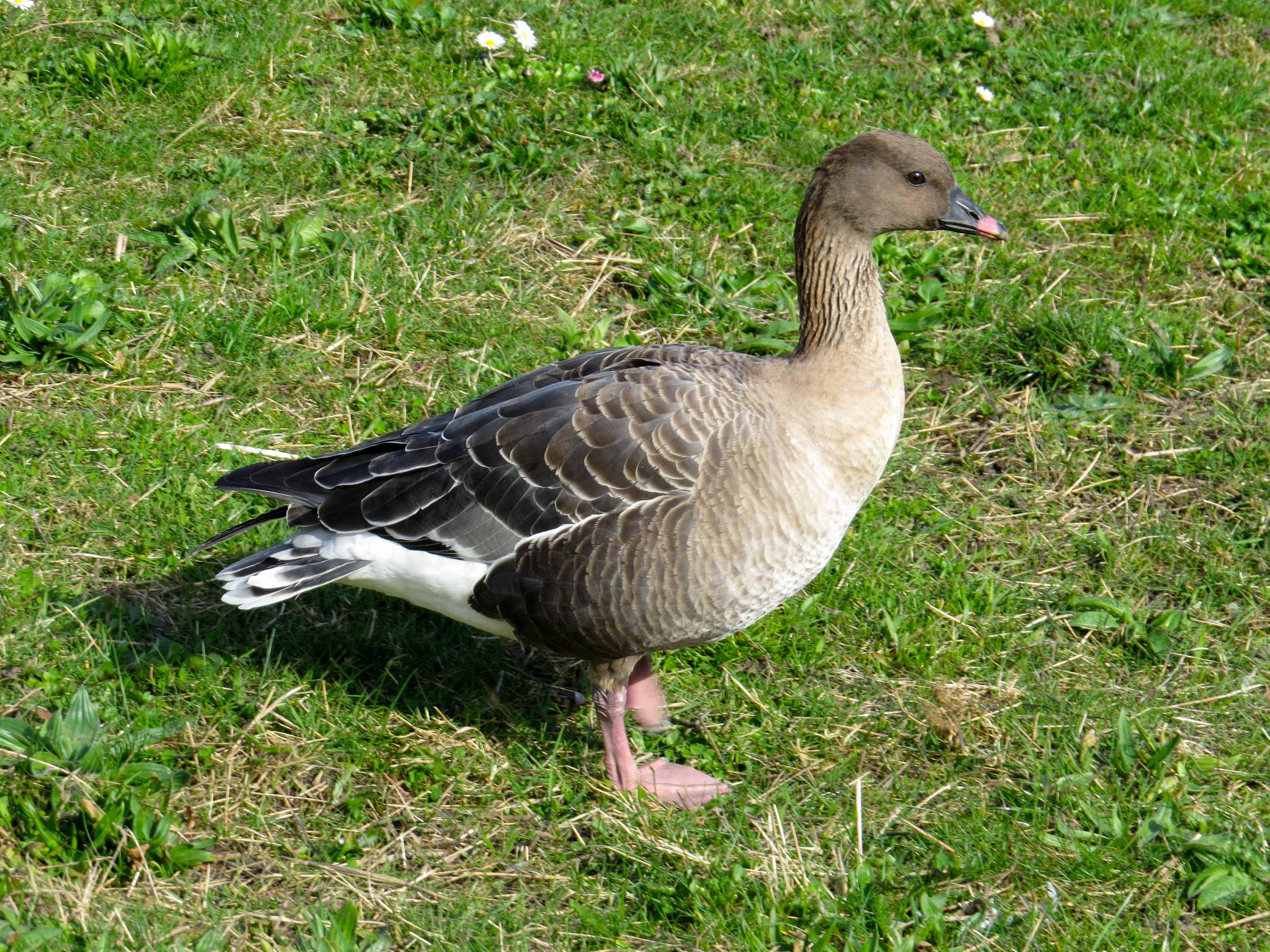
Gęś krótkodzioba w Wielkiej Brytanii (2019)

Na terenie rezerwatu Þjórsárver wykazano występowanie 663 gatunków roślin wyższych (m.in. turzyce Carex lyngbyei, Carex rostrata i Carex rariflora, trzcinnik prosty Calamagrostis stricta, rzęśl jesienna Callitriche hermaphroditica, rdestnica alpejska Potamogeton alpinus i rdestnica nitkowata Stuckenia filiformis), mchów (m.in. Drepanocladus tundrae i Calliergon giganteum) i porostów.
Żyją tu 244 gatunki stawonogów, bogata jest również awifauna, którą reprezentuje 47 gatunków ptaków, w tym 27 gatunków gniazdujących, z czego 5 znajduje się na liście gatunków zagrożonych. Rezerwat pozostaje jednym z największych obszarów lęgowych gęsi krótkodziobej (Anser brachyrhynchus) na terenie Islandii. Niegdyś prawie 70% światowej populacji tego gatunku gniazdowało w Þjórsárver, w ciągu kilkudziesięciu lat odsetek ten spadł jednak do 10–15%. Obecnie głównym lęgowiskiem gęsi krótkodziobej jest pobliski rezerwat przyrody Guðlaugstungur.
W sezonie lęgowym tego gatunku (od 1 maja do 20 czerwca) zabroniony jest wstęp na część obszaru rezerwatu. Innymi gatunkami ptaków lęgowych w Þjórsárver są pardwa górska (Lagopus muta), rybitwa popielata (Sterna paradisaea), wydrzyk ostrosterny (Stercorarius parasiticus), lodówka (Clangula hyemalis), śnieguła (Plectrophenax nivalis), biegus morski (Calidris maritima) i biegus zmienny (C. alpina), płatkonóg szydłodzioby (Phalaropus lobatus), sieweczka obrożna (Charadrius hiaticula), siewka złota (Pluvialis apricaria) i nur lodowiec (Gavia immer).
W rezerwacie przyrody Þjórsárver żyje również niewielka populacja lisów polarnych (Vulpes lagopus) i myszy polnych (Apodemus agrarius). Stawy i jeziora zasiedlają ryby z rodziny ciernikowatych, w jednym z jezior zamieszkuje golec zwyczajny (Salvelinus alpinus), natomiast przekopnice arktyczne (Lepidurus arcticus) stanowią ważne źródło pożywienia dla ptaków.